# Vyronas
Vyronas (Βύρωνας) je řecká obec ležící v aglomeraci Athén dva kilometry jihovýchodně od Akropole na úpatí hory Hyméttos. Žije v ní přes šedesát tisíc obyvatel. Původně patřila k zemědělskému zázemí hlavního města, urbanizovat se začala až po první světové válce, kdy se zde začala budovat přístřeší pro uprchlíky z Malé Asie. V roce 1924 byla pojmenována podle anglického básníka a bojovníka za řeckou nezávislost George Gordona Byrona jako připomínka stého výročí jeho úmrtí. V roce 1934 bylo Vyronas vyhlášeno samostatnou obcí.
Na předměstí se nachází klášter Karea, byzantská památka zasvěcená Janu Křtiteli, přírodní divadlo Meliny Merkouriové, kde se koná každoroční kulturní festival, a fotbalový stadion, na kterém hraje místní klub Doxa Vyronas FC. Přes Vyronas prochází důležitá silnice A 64.

## Části obce
- Kareas (Καρέας)
- Zoodochos Pigi a Anapirika (Ζωοδόχος Πηγή και Αναπηρικά)
- Frygia (Φρυγία)
- Nea Elvetia (Νέα Ελβετία)
- Metamorfosi (Μεταμόρφωση)
- Duncan (Ντάνκαν)
- Neraida (Νεράϊδα)
- Centrum (Κέντρο)